# Blütenpaste

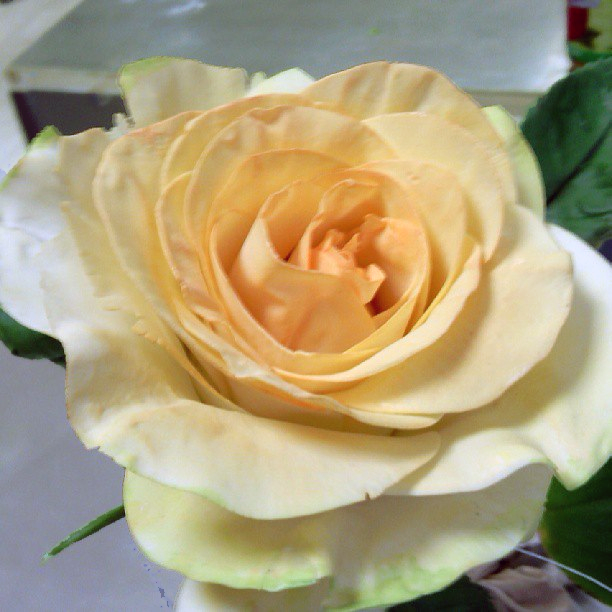
Aus Blütenpaste (Gum Paste) hergestellte Blume.

Blütenpaste, auch unter der englischen Bezeichnung Gum Paste bekannt, ist eine spezielle Modelliermasse, die zur Herstellung von Zuckerdekorationen verwendet wird. Die elastische Paste härtet schneller aus als der ähnliche Fondant.

## Begriff
Die essbare Modelliermasse wird bevorzugt zum Nachbilden von Blumen und Blüten verwendet, woher auch der Begriff Blütenpaste stammt.

## Herstellung und Verwendung
Blütenpaste besteht zum größten Teil aus Zucker und Wasser. Daneben enthält Blütenpaste häufig weitere Zutaten wie Pflanzenfett oder Verdickungsmittel. Oftmals enthält industriell hergestellte Blütenpaste Carboxymethylcellulose (kurz CMC, E466) und Eiweiß. Diese beiden Inhaltsstoffe sind für die Qualität der Blütenpaste von großer Bedeutung. CMC fungiert als Hauptbindemittel. Alternativ findet man als Bindemittel auch Xanthan (E415) und Traganth (E413) vor. Das Eiweiß verleiht der Paste die notwendige Elastizität. Des Weiteren sorgt das Eiweiß dafür, dass die Blütenpaste nach relativ kurzer Zeit an der Luft fest und stabil wird.

## Blütenpaste in der Tortendekoration
Aufgrund der hohen Elastizität eignet sich Blütenpaste besonders gut für filigrane essbare Dekorationen und ist daher besonders beliebt bei Tortendekorateuren und Konditoren. Die Blütenpaste wird vor der Verarbeitung kurz geknetet und somit geschmeidig gemacht. Die leicht dehnbare Paste lässt sich hauchdünn ausrollen, um selbst feinste Blütenblätter nachzubilden. Da die Blütenpaste sehr schnell aushärtet, muss sie verhältnismäßig zügig verarbeitet werden.

## Einfärben von Blütenpaste
Blütenpaste lässt sich hervorragend mit spezieller Lebensmittelfarbe einfärben. Hierzu ist die Verwendung von Pastenfarben mit geringem Wasseranteil zu empfehlen. Flüssige Lebensmittelfarben sorgen aufgrund ihres hohen Wasseranteils dafür, dass die Paste ihre ursprüngliche Festigkeit verliert und schlecht zu verarbeiten ist. Um besonders natürlich wirkende Farbeffekte und -verläufe zu erzielen, wird spezielles Lebensmittelfarbpulver verwendet, das mit einem Pinsel auf die leicht angefeuchtete Oberfläche der Blütenpaste aufgetragen werden kann.

## Alternative zu fertiger Blütenpaste
Bei einfachen Blumen Modellierungen oder Dekorationen kann als Alternative zu fertiger Blütenpaste auch handelsüblichen Fondant verwendet werden, in den man vorher ein Bindemittel wie z. B. CMC oder Traganth mit eingeknetet hat.